# Виробнича функція
Виробни́ча фу́нкція (рос. производственная функция, англ. production function, нім. Betriebsfunktion f) — залежність кінцевого виходу продукції чи її вартості від використання різних факторів виробництва, конкретних видів ресурсів і затрат, подана в математичній формі.
Як правило, застосовують прості функції з однією або кількома змінними — лінійну, квадратичну, степеневу, показникову, гіперболічну тощо.
Найзагальніший вигляд виробничої функції:
Q = f(K, L) де Q — обсяг виробництва; K — обсяг капіталу; L — обсяг праці 

## Виробнича функція в мікроекономіці
Виробнича функція розглядається у рамках курсу мікроекономіки, розділ присвячений поведінці (вибору) фірми.

## Виробнича функція в макроекономіці
Виробнича функція використовується у макроекономічному аналізі для опису залежності між усіма ресурсами економіки та сукупним випуском (ВВП).

## Критика
Кембриджська суперечка про капітал, яка тривала серед видатних економістів з середині 1950-х до середини 1970-х років, оголила теоретичні протиріччя в економічній науці, була продемонстрована нездатність маржиналізму та кейнсіанства пояснити природу і розмір прибутку на капітал у макроекономічному вимірі. З'ясувалось, що факторні доходи капіталу не діють у відповідності з механізмами доходів інших факторів виробництва, що розмір капіталу неможливо виміряти для цілей розподілу результату виробництва між факторами, тому такий розподіл завжди буде помилковим, а в науковому сенсі завжди неможливим. Неможливість визначення розміру капіталу зумовлює труднощи макроекономічного використання виробничої функції і загальну обмеженість її застосування.
П'єро Сраффа та Джоан Робінсон, чиї роботи стали початком Кембріджської суперечки, вказували, що при застосуванні теорія граничної продуктивності для  розподілу доходів виникає проблема системи вимірювання капіталу. Прийнято вважати, що капіталістичний дохід (загальний прибуток або дохід від власності) визначається як норма прибутку, помножена на суму (кількість) капіталу. У своїй журнальній статті, опублікованій відразу декількома виданнями («Review of Economic Studies» та «Economic Philosophy») Робінсон розкритикувала концепцію виробничої функції та неокласичну теорію розподілу доходу. Ще у 1954 році вона писала:
 Виробнича функція була і залишається потужним інструментом обдурення. Студента, який вивчає економічну теорію, змушують писати Q = f (L, K), де L & — кількість праці, K — кількість капіталу, а Q — випуск товарів. Студента вчать вважати всіх робочих однаковими і міряти L в людино-годинах; йому щось говорять про проблему індексу при виборі показника випуску; і квапляться перейти до наступного питання в надії, що він забуде запитати, в чому вимірюється K. Перш ніж у нього виникне таке питання, він сам вже стане професором. Так звичка до інтелектуальної недбалості і передається з покоління у покоління.
— Виробнича функція і теорія капіталу 